# Nit

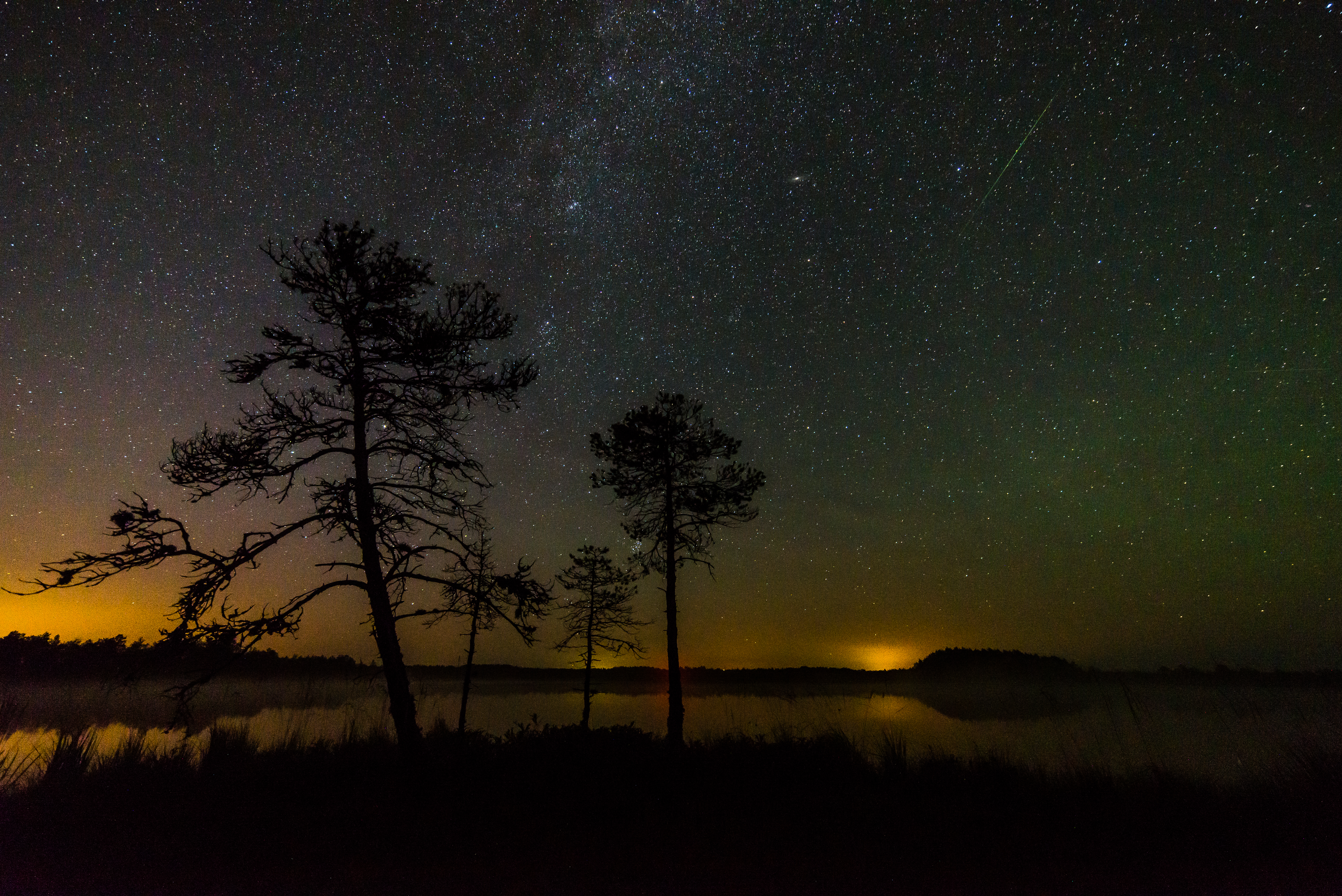
Una nit rasa

La nit (del llatí nox, noctis) és el període entre l'ocàs del Sol i l'ortus de l'endemà. Es deu a la manca d'insolació temporal sobre la meitat de la Terra a causa de la rotació d'aquest planeta entorn del Sol, de manera que les persones situades sobre la superfície de la Terra on no hi toca el sol estan en foscor.
La refracció per l'atmosfera dels raigs lluminosos del Sol motiva que vegem llum quan el Sol ja s'ha posat: crepuscle vespertí. Dita refracció allarga el dia i escurça la nit.
Mesurat des del migdia l'ocàs es caracteritza per un angle horari H on
cos(H) = −tan(F) ⋅ tan(D)
sent F la latitud del lloc i D la declinació solar. L'ortus ocorre a un angle horari −H.
El dia dura 2H i la nit 24 − 2H.
La duració del dia i la nit va canviant en el transcurs de l'any essent la duració del dia de 12 hores (en totes les latituds) en els equinoccis més de 12 hores a la primavera i estiu, aconseguint el dia més llarg en el solstici d'estiu, on també ocorre la nit més curta. Al contrari el dia dura menys de 12 hores a la tardor i hivern, havent-hi en el solstici d'hivern el dia més curt i la nit més llarga.
Este efecte s'accentua més quan major és la latitud. En l'equador sempre duren el mateix. Hi ha dia o nit permanent en alguna època de l'any, en les regions polars tant de l'hemisferi nord o sud caracteritzades per estar a una latitud que en valor absolut és major que F = 90 − 23°26′ = 66°34′. Esta és precisament la definició de casquet polar.
La nit és l'escenari típic de les històries de por, ja que la nit se sol associar al perill, als bandits i animals perillosos que s'oculten després de la foscor. Així mateix, es diu que criatures fantàstiques com els homes llop i els vampirs són més poderosos a la nit. Fins i tot hi ha criatures fantàstiques malvades de què es diu que no suporten la llum solar. A diverses mitologies existeix un déu de la nit, com Nyx, deessa primordial de la nit a la mitologia grega.

## Biologia
La majoria dels éssers vius tenen un període de repòs a la nit, sovint amb canvis profunds en el metabolisme, com ara: reducció de la freqüència cardíaca, disminució de la temperatura corporal (animals homeotèrmics) o substitució de la fotosíntesi per la respiració (plantes superiors).
Els éssers que tenen el període nocturn com a més actiu, com ara ratpenats, amfibis, etc., s'anomenen noctàmbuls.
La nit és, per a algunes tribus, l'hora de la foscor i, per tant, esperen que torni a sortir el sol per poder pescar, caçar, etc.

## La nit en la cultura romana
En els romans la nit era dividida en prima fax (lit. primera taxa, moment d'encendre els llums), concubium (lit. unió carnal; primer son), nox intempesta (mitja nit, moment impropi a l'acció), nox media (lit. mitja nit), gallicinium (a l'hora que els galls anuncien l'alba amb llurs cants).